# Ken Davitian
Kenneth Davitian (19 juni 1953, Los Angeles, Californië) is een Amerikaanse acteur. Hij is van Armeense afkomst.
Davitian is het meest bekend van zijn rol als Azamat in de film Borat: Cultural Learnings of America for Make Benefit Glorious Nation of Kazakhstan. Hij speelt in die film Azamat Bagatov, de producer van Borat Sagdiyev (gespeeld door Sacha Baron Cohen).
Voordat hij in de film Borat speelde, had hij diverse rollen in een aantal Amerikaanse films, waaronder American Raspberry, Bikini Summer, Maximum Force, Frogtown II en Sexual Intent. In 1994 speelde hij in de film The Silence of the Hams, een parodie op The Silence of the Lambs.
Naast films is Davitian ook regelmatig te zien in televisieseries. Hij had kleine rolletjes in bijvoorbeeld Becker, ER, The Shield, Gilmore Girls, Six Feet Under, Boston Legal, The Closer en Mind of Mencia. Daarnaast is hij meerdere malen te zien geweest in muziekclips, bijvoorbeeld in de clip "Stand Inside Your Love" van The Smashing Pumpkins.
Davitian heeft een eigen restaurant, dat hij in 2003 oprichtte. Het is gelegen in Sherman Oaks, bij Los Angeles. Hij is getrouwd met Ellen Davitian.

## Filmografie
- 2011 - The Artist als Pawnbroker
- 2008 - Meet the Spartans als Xerxes
- 2008 - Get Smart als Shtarker
- 2006 - Borat als Azamat Bagatov
- 2003 - A Man Apart als Ramon Cadena
- 2003 - Holes als Igor Barkov
- 2003 - S.W.A.T. als Martin Gascoign
- 2002 - May - dierenarts